# Мруз, Павел
Павел Мруз (пол. Paweł Mróz, 14 июня 1984, Еленя-Гура) — польский бобслеист, разгоняющий, выступает за сборную Польши с 2008 года. Участник двух зимних Олимпийских игр, неоднократный победитель и призёр национальных первенств, различных этапов Кубка Европы.

## Биография
Павел Мруз родился 14 июня 1984 года в городе Еленя-Гура, Нижнесилезское воеводство. Активно заниматься бобслеем начал в возрасте двадцати лет, в 2008 году прошёл отбор в национальную сборную и в качестве разгоняющего стал ездить на крупные международные старты, порой показывая довольно неплохие результаты. Тогда же дебютировал в Кубке Европы, однако на своём первом этапе в австрийском Иглсе занял среди двухместных экипажей лишь тридцать шестое место. В следующем сезоне, находясь в команде опытного пилота Давида Купчика, участвовал во многих заездах мирового кубка, нередко при этом попадал в двадцатку сильнейших. На молодёжном чемпионате мира 2009 года в немецком Кёнигсзее добрался с четвёркой до тринадцатой позиции. Особенно удачно выступил в январе 2010 года на этапе Кубка мира в швейцарском Санкт-Морице, когда впервые в карьере оказался в лучшей десятке.
Благодаря череде удачных выступлений Мруз удостоился права защищать честь страны на зимних Олимпийских играх в Ванкувере, в итоге занял с четвёркой четырнадцатое место. После Олимпиады продолжил выступать на самом высоком ровне, в общем зачёте Кубка мира их с Купчиком команда поднялась до весьма высокой пятнадцатой строки, при этом на чемпионате мира 2011 года в Кёнигсзее спортсмен со своим четырёхместным экипажем был восемнадцатым. Пробиться на мировое первенство 2012 года Павел Мруз не сумел, но, тем не менее, остаётся разгоняющим главной польской четвёрки. 
В 2014 году Мруз побывал на Олимпийских играх в Сочи, где финишировал двадцать седьмым в программе мужских двухместных экипажей. Также участвовал в зачёте четвёрок, однако выполнил здесь только три заезда из четырёх.